# Intricatotrypanius intricatus
Intricatotrypanius intricatus är en skalbaggsart som först beskrevs av J. Linsley Gressitt 1956.  Intricatotrypanius intricatus ingår i släktet Intricatotrypanius och familjen långhorningar. Inga underarter finns listade i Catalogue of Life.